# Britische Klasse 231
Die britische Klasse 231 umfasst Dieseltriebzüge des Herstellers Stadler Rail für KeolisAmey Transport for Wales Rail Services. Die Züge sind Teil der Flirt-Baureihenfamilie. Insgesamt wurden elf fünfteilige Triebzüge gebaut. Sie gingen im Januar 2023 in den Fahrgastbetrieb.

## Geschichte
Das Franchise Wales & Borders wird seit dem 14. Oktober 2018 von KeolisAmey betrieben, das den Namen Transport for Wales Rail Services nutzt. Während des Betriebszeitraums verpflichtete sich KeolisAmey für eine vollständige Flottenerneuerung, weswegen elf neue dieselelektrische Triebzüge der Flirt-Baureihenfamilie bei Stadler Rail bestellt wurden. Der Planeinsatz sollte 2022 beginnen.
Die Zulassungsfahrten begannen im Juli 2021 in der Schweiz.
Im Januar 2023 begann der Fahrgasteinsatz in Wales.
Ein Triebzug besteht aus fünf Wagenkästen, die durch Jakobs-Drehgestelle verbunden sind. Der mittlere Wagenkasten enthält die Dieselgeneratoren und die Hilfsbetriebe, damit sind die Fahrgasträume davon entkoppelt. Durch einen Mittelgang ist dieser Maschinenwagen während der Fahrt begehbar. Triebdrehgestelle sind die beiden äußeren Drehgestelle an den Führerstandsenden.

## Einsatz

### Transport for Wales
Die Triebzüge werden zwischen Maesteg und Cheltenham Spa sowie zwischen Cardiff Central und Ebbw Vale eingesetzt.

## Flottendetails

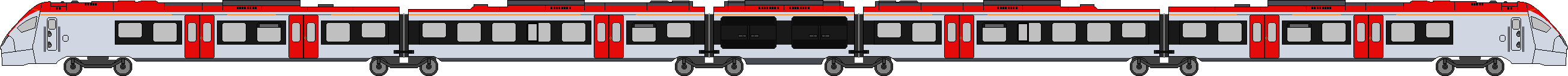
Fünfteiliger Flirt UK der Klasse 231

| Klasse | Betreiber           | Anzahl | Baujahr(e) | Teile | Fahrzeugnummern |
| ------ | ------------------- | ------ | ---------- | ----- | --------------- |
| 231    | Transport for Wales | 11     | ?          | 4     | 231001–231011   |